# Musée maritime de la mer Égée

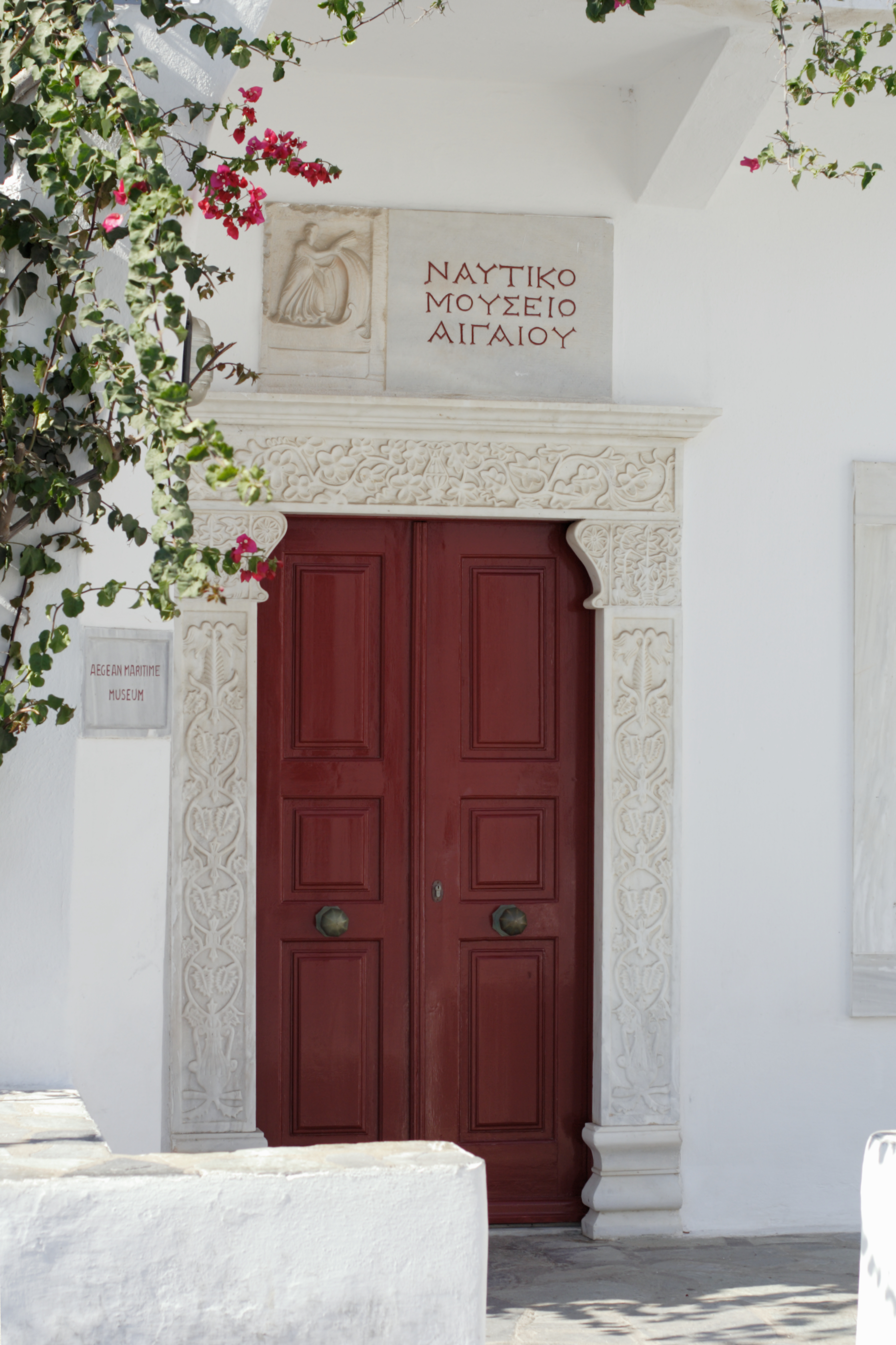
Entrée

Le musée maritime égéen est un musée maritime situé à Mykonos, en Grèce. Le fondateur et président du musée, George M. Drakopoulos, a reçu l'Athens Academy Award et le World Ship Trust's Award for Individual Achievement pour la fondation du musée.

## Histoire
Institution à but non lucratif, le musée est fondé en 1983 et ouvert au public en 1985 dans un bâtiment mykonien du XIXe siècle, situé dans le centre-ville, dans le quartier connu sous le nom de Tria Pigadia. Il est établi à côté de la Maison de Lena.
Le musée a pour objectif de préserver, de promouvoir et d'étudier l'histoire et la tradition maritimes grecques et se spécialise dans l'histoire des navires marchands de la mer Égée.  
Le Musée maritime présente également trois pièces historiques « vivantes » telles qu'elles ont été conçues et construites à l'origine, le phare d'Armenistis (datant de 1890), déplacé dans le jardin du musée, et les navires Thalis o Milesios (construit en 1909) et Evangelistria (construit en 1940), qui sont situés dans le parc de la tradition navale à Paleó Fáliro, Athènes.
Le jardin du Musée maritime de la mer Égée, en plus d'exposer le phare, abrite un certain nombre de pierres tombales en marbre d'anciens marins collectées dans les îles de Mykonos et de Délos.

## Galerie

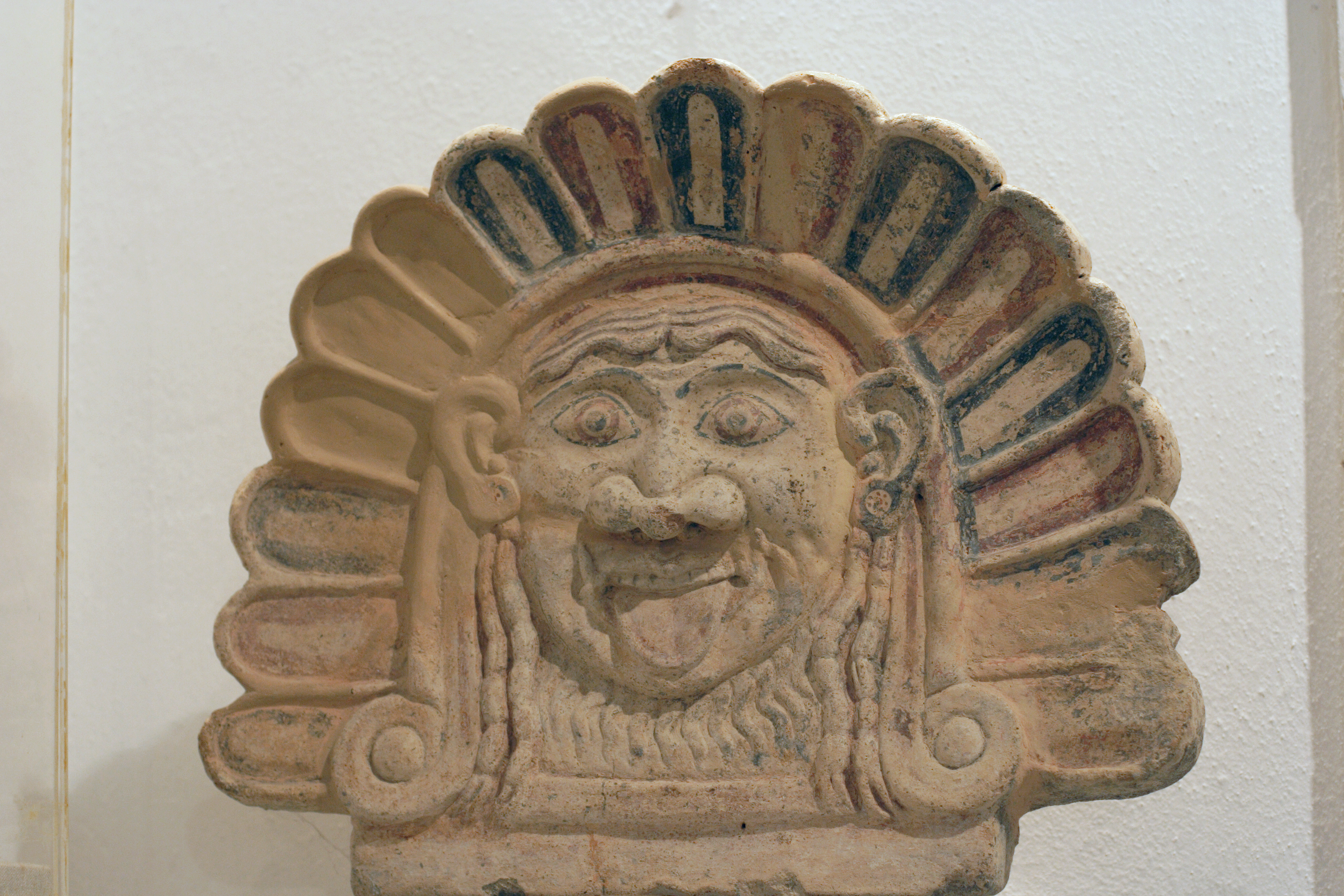
Antéfixe (extrémité de l'ornement du toit du temple) du Gorgoneum. VIe siècle avant J.-C.
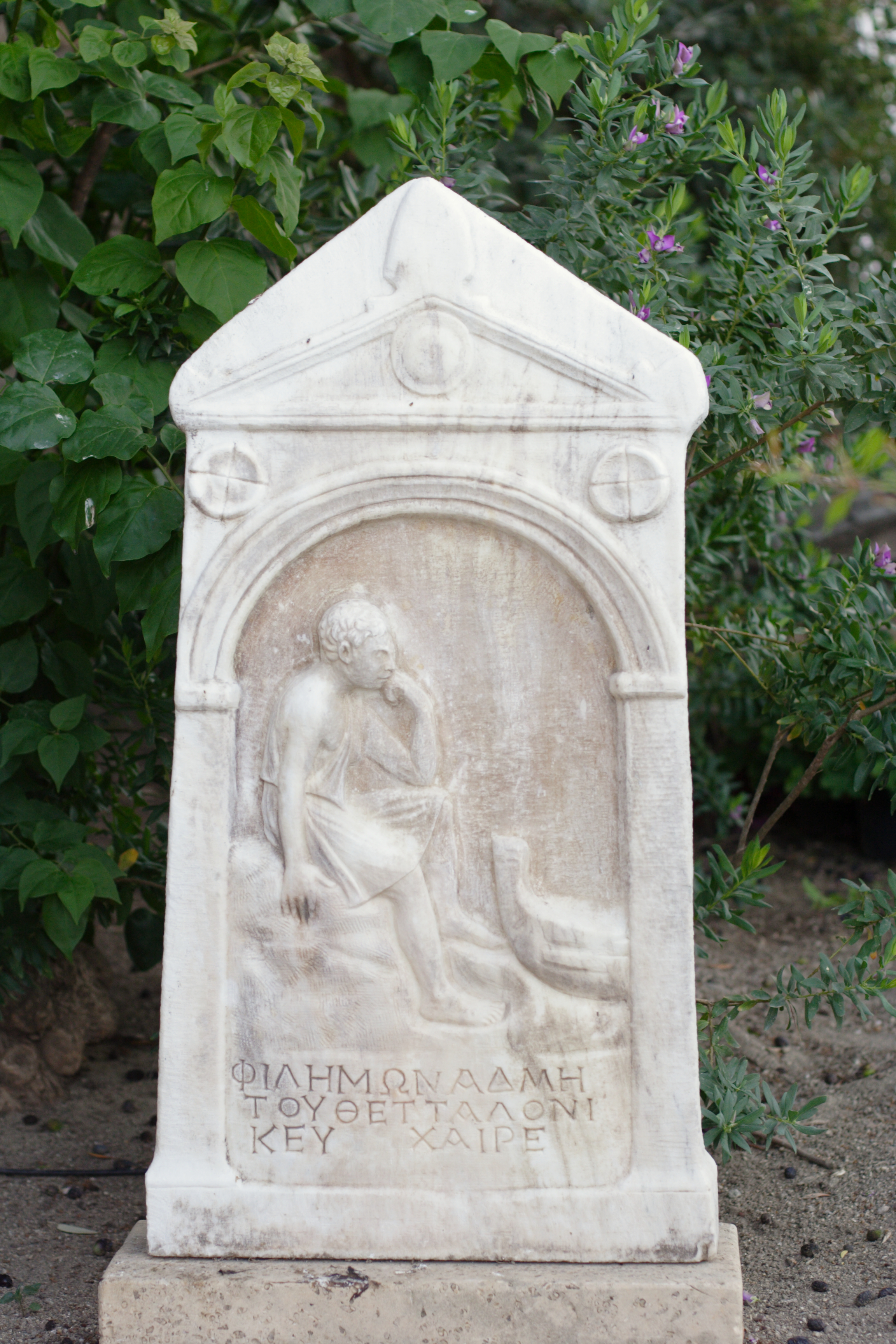
Tombeau antique d'un marin (probablement de l'époque romaine)
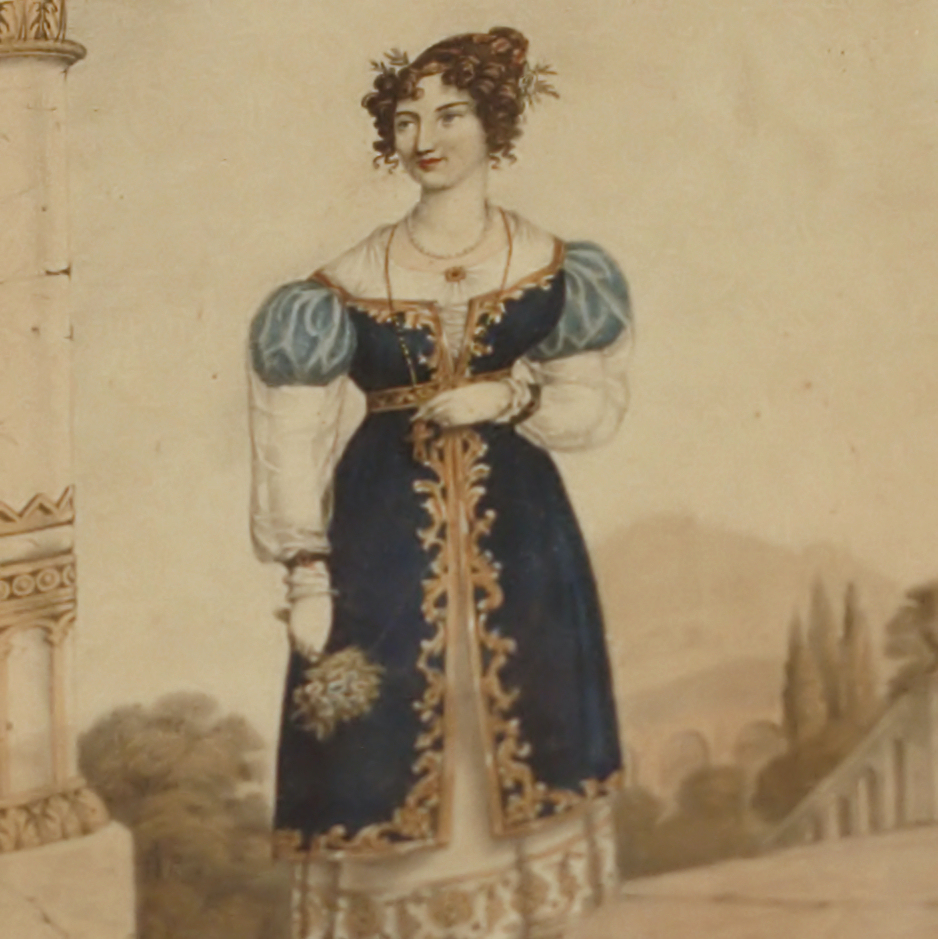
Représentation de Manto Mavrogenous
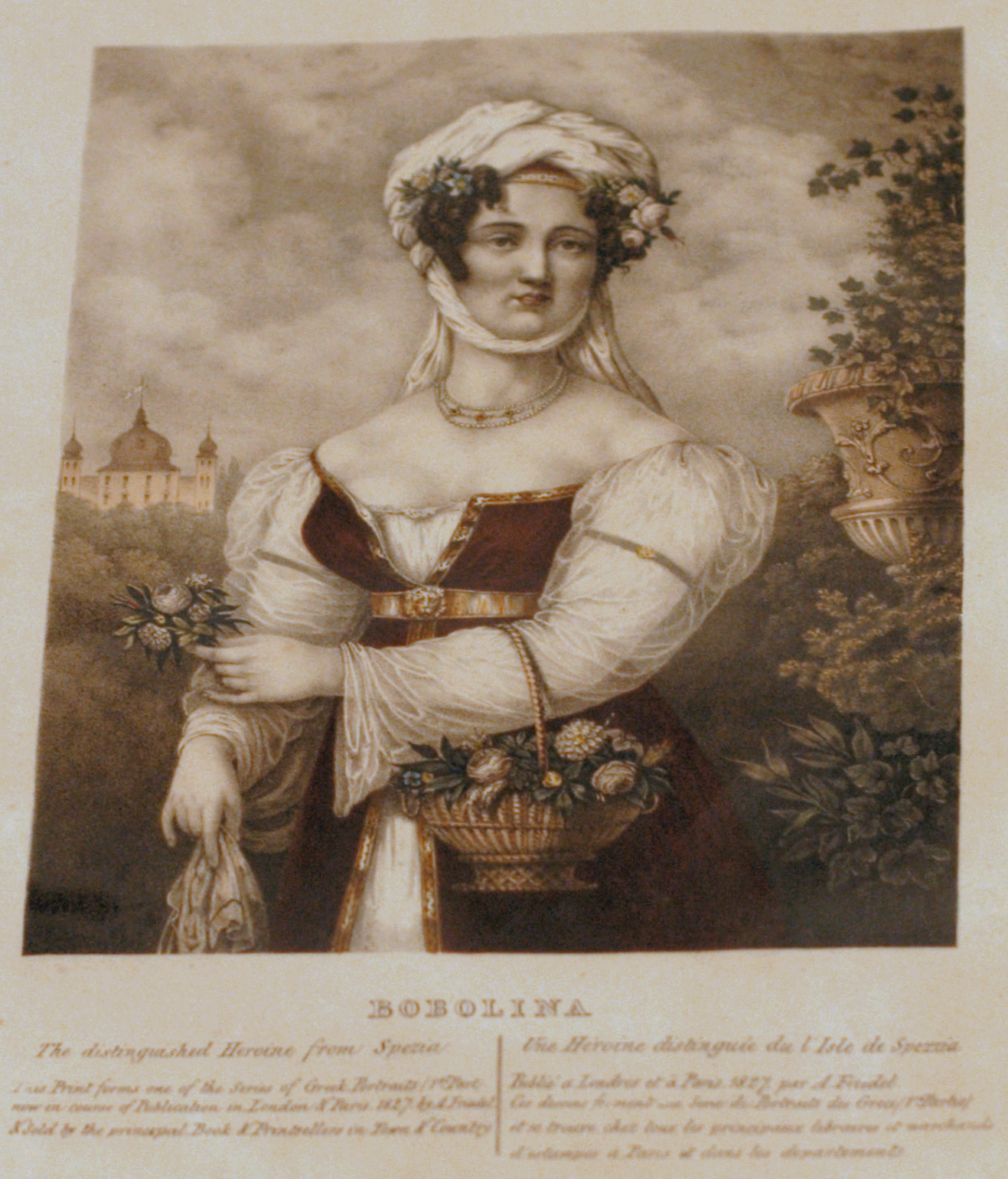
Représentation de Laskarina Bouboulina
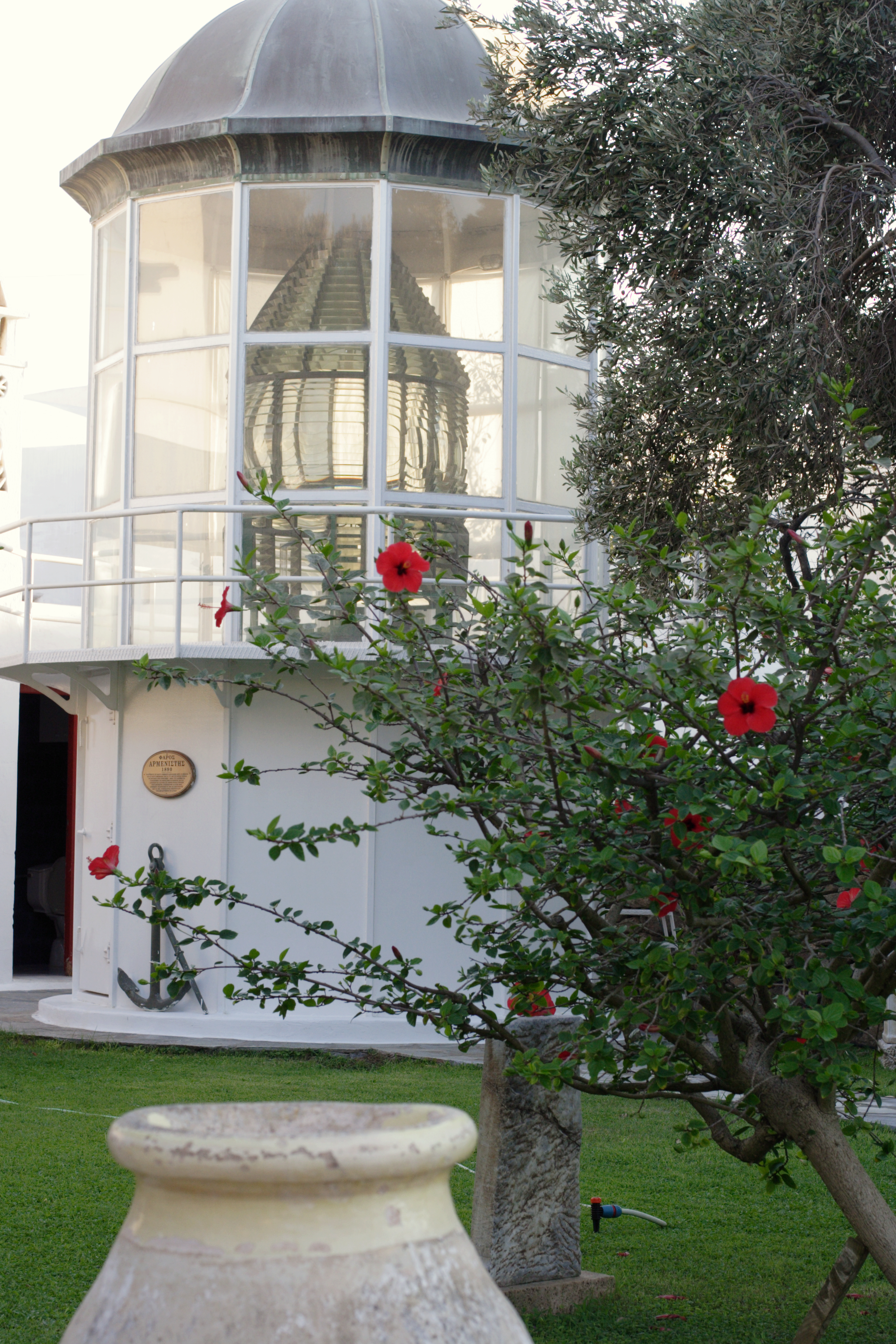
Ancien phare dans le jardin du musée

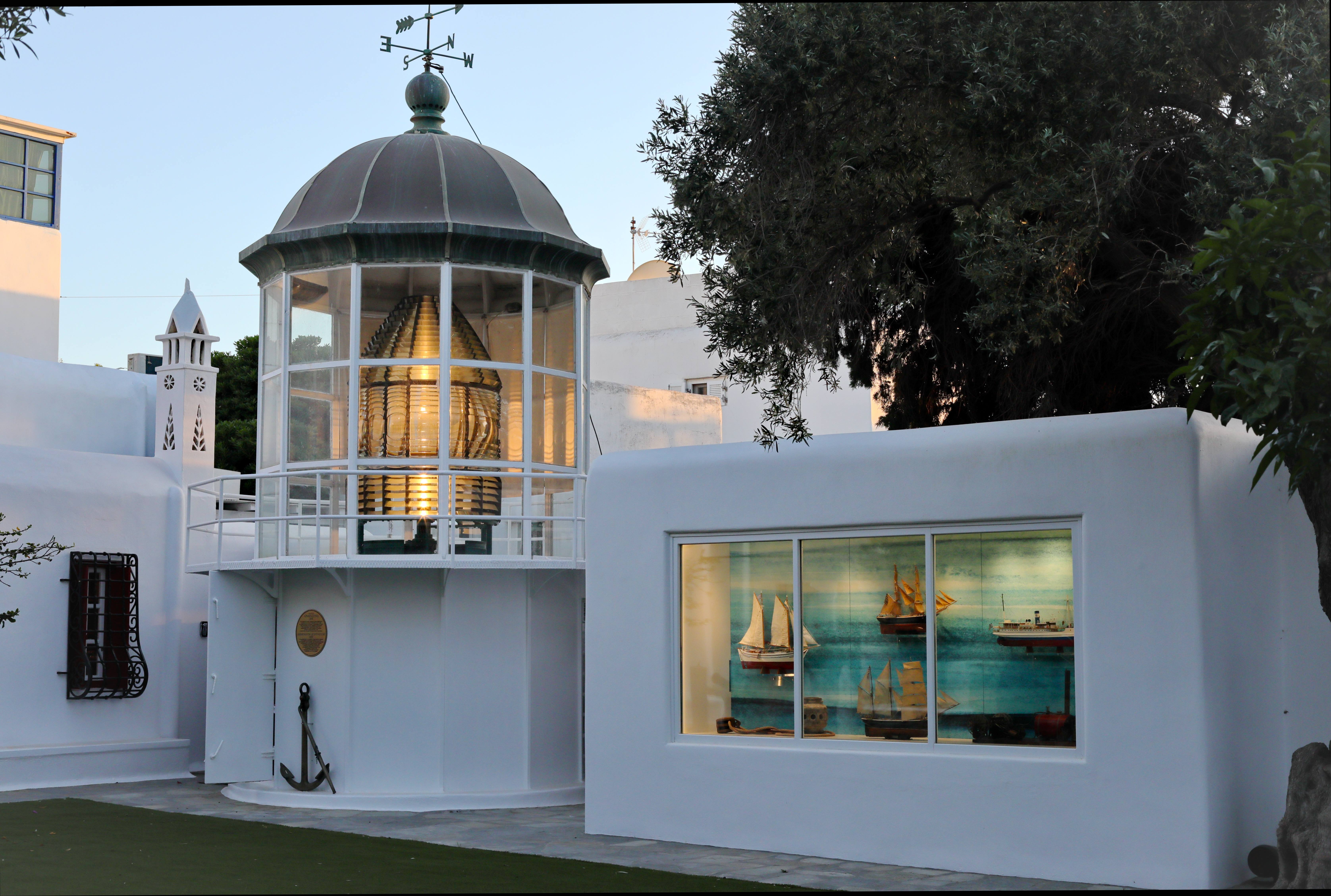